# Aleiodes aligarhensis
Aleiodes aligarhensis är en stekelart som först beskrevs av Qadri 1933.  Aleiodes aligarhensis ingår i släktet Aleiodes och familjen bracksteklar. Inga underarter finns listade i Catalogue of Life.